# Ondřej Lingr
Ondřej Lingr (Karviná, 7 de octubre de 1998) es un futbolista checo que juega de centrocampista en el Houston Dynamo F. C. de la Major League Soccer.

## Trayectoria
Comenzó su carrera deportiva en el MFK Karviná, equipo con el que debutó en la Fortuna Liga el 12 de mayo de 2017, en un partido frente al Sparta Praga.
En agosto de 2020 fichó por el Slavia Praga.

## Selección nacional
Ha sido internacional sub-17, sub-19, sub-20 y sub-21 con la selección de fútbol de la República Checa. Debutó con la absoluta el 24 de marzo de 2022 en el partido del playoff de clasificación para el Mundial 2022 ante Suecia que perdieron por uno a cero.

### Participaciones en Eurocopas
| Copa          | Sede     | Resultado    | Partidos | Goles |
| ------------- | -------- | ------------ | -------- | ----- |
| Eurocopa 2024 | Alemania | Primera fase | 3        | 0     |

## Clubes
| Club                 | País            | Año       |
| -------------------- | --------------- | --------- |
| MFK Karviná          | República Checa | 2017-2020 |
| S. K. Slavia Praga   | República Checa | 2020-2024 |
| Feyenoord (cedido)   | Países Bajos    | 2023-2024 |
| Feyenoord            | Países Bajos    | 2024      |
| S. K. Slavia Praga   | República Checa | 2024-2025 |
| Houston Dynamo F. C. | Estados Unidos  | 2025-     |

## Palmarés

### Títulos nacionales
| Título                               | Club               | País            | Año  |
| ------------------------------------ | ------------------ | --------------- | ---- |
| Liga de Fútbol de la República Checa | S. K. Slavia Praga | República Checa | 2021 |
| Copa de la República Checa           | S. K. Slavia Praga | República Checa | 2021 |
| Copa de la República Checa           | S. K. Slavia Praga | República Checa | 2023 |
| Copa de los Países Bajos             | Feyenoord          | Países Bajos    | 2024 |
| Supercopa de los Países Bajos        | Feyenoord          | Países Bajos    | 2024 |